# Follya
I Follya (noti precedentemente come Dear Jack) sono un gruppo musicale pop rock italiano formatosi a Roma nel 2012.
Sono divenuti noti partecipando nel 2013 alla tredicesima edizione del talent show Amici di Maria De Filippi, dove hanno vinto il Premio della critica giornalistica nella fase conclusiva del programma; il gruppo è stato inoltre il primo ad essere stato ammesso al talent show.

## Storia

### Primi anni (2012-2013)
Il gruppo, il cui nome iniziale Dear Jack è tratto da Jack Skeletron (protagonista del film Nightmare Before Christmas), si forma nel 2012 per iniziativa del chitarrista Francesco Pierozzi e del cantante Alessio Bernabei che, insieme ad altri due musicisti, incidono i brani Realized, You Gotta Leave Right Away e Scaring Me Now, quest'ultimo in collaborazione con Brian dei Vanilla Sky; You Gotta Leave Right Away è stato accompagnato da un video musicale, mentre gli altri due brani sono stati accompagnati da un lyric video.
Successivamente la formazione subisce un cambiamento e vede l'ingresso del chitarrista Lorenzo Cantarini, il bassista Alessandro Presti e il batterista Riccardo Ruiu. Nel 2013 i Dear Jack entrano a far parte dei concorrenti del serale della tredicesima edizione di Amici di Maria De Filippi nella Squadra Blu capitanata da Miguel Bosé. La formazione viene ammessa in finale, dove otterrà il secondo posto e il premio della critica, del valore di 50.000€, assegnato dai giornalisti.

### Domani è un altro film (prima parte)(2014)
Il 6 maggio 2014 il gruppo pubblica l'album Domani è un altro film (prima parte), che è stato certificato disco di platino dalla FIMI per le oltre 50 000 copie vendute, dopo poco più di un mese dall'uscita. L'album è stato pubblicato dall'etichetta Baraonda Edizioni Musicali ed è composto da 8 tracce pop rock, tra cui il singolo di lancio omonimo, presentato per la prima volta durante il percorso ad Amici con altri brani, tra cui Ricomincio da me e La pioggia è uno stato d'animo, quest'ultimo pubblicato come secondo singolo l'8 giugno. Il disco è stato prodotto da Enrico Palmosi, Sabatino Salvati, Diego Calvetti e Kekko Silvestre dei Modà. Quest'ultimo ha inoltre voluto i Dear Jack come supporter delle due date del suo gruppo allo Stadio Olimpico di Roma e al San Siro di Milano.
Il 3 giugno 2014 i Dear Jack si esibiscono per la prima volta ai Music Awards 2014 in diretta su Rai 1 e ritirano il Premio CD Oro per le vendite dell'album. Successivamente hanno partecipato al Summer Festival 2014 (ricevendo la nomination per il premio RTL 102.5 - Canzone dell'estate 2014 con i brani Domani è un altro film e La pioggia è uno stato d'animo) e al relativo premio di serata, classificandosi terzi con Domani è un altro film durante la prima serata e secondi con La pioggia è uno stato d'animo nella seconda tappa. Nel settembre 2014, l'album è stato certificato doppio disco di platino per aver venduto oltre 100 000 copie, mentre tra ottobre e dicembre 2014 il gruppo ha intrapreso il Domani è un altro film Tour, composto da 15 date in tutta Italia partendo con la tappa inaugurale al Palafiera di Forlì.
Sempre nel 2014 hanno inciso la sigla della terza stagione della serie TV Che Dio ci aiuti, intitolato Breezin' Out the Door ed inserito successivamente in Domani è un altro film (seconda parte).

### Domani è un altro film (seconda parte)(2015)
Il 14 dicembre 2014 è stata annunciata da Carlo Conti la loro partecipazione al Festival di Sanremo 2015 con il brano Il mondo esplode tranne noi, pubblicato come singolo l'11 febbraio 2015. Tale brano ha anticipato la pubblicazione del secondo album in studio del gruppo, Domani è un altro film (seconda parte), pubblicato il 12 febbraio dello stesso anno. Al Festival di Sanremo, svoltosi dal 10 al 14 febbraio 2015, si sono classificati al settimo posto. Nella terza serata della manifestazione, quella dedicata alle cover, hanno interpretato il brano Io che amo solo te di Sergio Endrigo. La sera stessa durante il Dopo Festival l'hanno reinterpretata in un duetto con la cantante Bianca Atzei.
Per la realizzazione dei due album, i Dear Jack hanno lavorato con compositori ed autori di primo ordine, quali Kekko Silvestre, Bungaro, Piero Romitelli, Emilio Munda e Roberto Casalino.
Il 16 marzo viene pubblicato il secondo singolo estratto da Domani è un altro film (seconda parte), Eterna, mentre il 28 dello stesso mese hanno vinto un Kids' Choice Awards nella categoria Cantante italiano preferito. Il 19 giugno i Dear Jack hanno pubblicato il terzo singolo Non importa di noi, con il quale gli stessi hanno preso parte ai Summer Festival. Il 17 luglio 2015 i Dear Jack hanno partecipato come ospiti al programma Gli italiani hanno sempre ragione, esibendosi con Non importa di noi.
Durante l'estate 2015 inoltre, i Dear Jack hanno girato le maggiori città italiane con Domani è un altro film (seconda parte) - Il Tour partendo da Roma il 3 luglio 2015 alla Cavea dell'Auditorium Parco della Musica, facendo tappa a Rimini, Nola, Torre del Lago, Cittanova e Taormina per poi concludere il 31 agosto all'Arena di Verona con vari ospiti: Alex Britti, già ospite nella tappa romana, Kekko Silvestre dei Modà, Briga e i The Kolors.

### Periodo con Riflessi,Mezzo respiro(2015-2017)
Il 23 settembre 2015 Bernabei ha lasciato il gruppo per concentrarsi sulla propria carriera da solista; la decisione, secondo quanto comunicato dall'ufficio stampa del gruppo, è stata presa di comune accordo tra il cantante e i restanti componenti dei Dear Jack. Al suo posto è subentrato Leiner Riflessi, annunciato come nuovo cantante il 2 ottobre 2015.
Il 13 dicembre 2015 è stata annunciata la loro partecipazione alla 66ª edizione del Festival di Sanremo nella sezione "Campioni" con il singolo Mezzo respiro, venendo tuttavia eliminati nella quarta serata della manifestazione e risultando quindi esclusi dalla finale. Il singolo ha anticipato la pubblicazione del loro terzo album in studio, intitolato anch'esso Mezzo respiro e uscito il 12 febbraio 2016. Dall'album sono stati estratti due ulteriori singoli, La storia infinita e Guerra personale, usciti rispettivamente il 29 aprile e il 29 luglio 2016.

### Formazione a quattro,Non è un caso se...e altre attività (2017-2018)
Il 30 marzo 2017 i Dear Jack hanno pubblicato attraverso Facebook una loro foto senza Leiner Riflessi, facendo intendere che quest'ultimo avesse lasciato la formazione.
Il 20 aprile 2018 i Dear Jack hanno pubblicato il singolo Non è un caso se l'amore è complicato, che ha anticipato l'uscita del loro quarto album in studio Non è un caso se..., pubblicato l'8 giugno 2018. Questa volta la voce è di Lorenzo Cantarini con cori di Riccardo Ruiu. il 10 agosto 2018 è stato pubblicato il secondo singolo L'impossibile, mentre il 22 dicembre successivo hanno collaborato con Pierdavide Carone al singolo Caramelle.

### Cambio di nome,Follya(2022-presente)
Nel 2022 il gruppo ha annunciato il ritorno in formazione del frontman Alessio Bernabei (e il conseguente abbandono di Cantarini) e il cambio di nome da Dear Jack a Follya. Il 1º aprile dello stesso anno hanno reso disponibile il video per il brano Morto per te.

## Formazione
Attuale
- Alessio Bernabei – voce (2012-2015, 2022-presente)
- Alessandro Presti – basso (2013-presente)
- Riccardo Ruiu – batteria (2013-presente), cori (2017-presente)

Ex componenti
- Leiner Riflessi – voce (2015-2017)
- Lorenzo Cantarini – chitarra elettrica (2013-2022), voce (2017-2022)
- Francesco Pierozzi – chitarra elettrica ed acustica (2012-2024)

## Discografia

### Album in studio
- 2014 – Domani è un altro film (prima parte)
- 2015 – Domani è un altro film (seconda parte)
- 2016 – Mezzo respiro
- 2018 – Non è un caso se...
- 2023 – Follya

### Singoli
Come artista principale
- 2013 – Realized
- 2014 – Domani è un altro film
- 2014 – La pioggia è uno stato d'animo
- 2014 – Ricomincio da me
- 2014 – Wendy
- 2015 – Il mondo esplode tranne noi
- 2015 – Eterna
- 2015 – Non importa di noi
- 2016 – Mezzo respiro
- 2016 – La storia infinita
- 2016 – Guerra personale
- 2018 – Non è un caso se l'amore è complicato
- 2018 – L'impossibile
- 2018 – Caramelle (con Pierdavide Carone)
- 2022 – Morto per te
- 2022 – Tutt'okkei
- 2022 – Tuta spaziale
- 2023 – Mister
- 2023 – Toxic
- 2023 – Ami/Odi

Come artista ospite
- 2015 – 'A città 'e Pulecenella (Gigi D'Alessio feat. Dear Jack)

## Videografia

### Video musicali
- 2012 – You Gotta Leave Right Away
- 2014 – Domani è un altro film
- 2014 – La pioggia è uno stato d'animo
- 2014 – Ricomincio da me
- 2014 – Breezin' Out the Door
- 2014 – Wendy
- 2015 – Il mondo esplode tranne noi
- 2015 – Eterna
- 2015 – Non importa di noi
- 2016 – Mezzo respiro
- 2016 – La storia infinita
- 2016 – Guerra personale
- 2018 – Non è un caso se l'amore è complicato
- 2018 – L'impossibile

## Tournée
- 2014 – Domani è un altro film tour
- 2015 – Domani è un altro film (seconda parte) - Il tour
- 2016 – Mezzo respiro tour
- 2018 – Non è un caso se...tour

## Riconoscimenti
- 2014 – Premio della critica giornalistica ad Amici di Maria De Filippi[2]
- 2014 – Music Award come Premio CD Oro per l'album Domani è un altro film (prima parte)[12]
- 2015 – Vincitori nella categoria Miglior Cantante Italiano ai Nickelodeon Kids' Choice Awards 2015
- 2015 – Wind Music Awards 2015 come Premio CD Multiplatino per l'album Domani è un altro film (prima parte)
- 2015 – Wind Music Awards 2015 come Premio CD Platino per l'album Domani è un altro film (seconda parte)
- 2015 – MTV Awards 2015 nella categoria Best Band